# フェルナンド・エンリケ・カルドーゾ
フェルナンド・エンリケ・カルドーゾ（Fernando Henrique Cardoso、1931年6月18日 - ）は、ブラジルの政治家、社会学者。大統領（第34代）などを歴任。ブラジルの新聞記事などでは頭文字から「FHC」と略される。なおエンリケはどちらかといえばスペイン語に近く、ブラジルポルトガル語ではエンヒッキと読む場合が多い。

## 人物
リオデジャネイロ市生まれ。サンパウロ大学社会学部卒、同大学院修了。パリ大学に学ぶ。
1963年にサンパウロ大学社会学部教授に就任するが、翌年の軍事クーデターでチリに亡命。亡命先にて当時ラテンアメリカで影響力を持っていたアンドレ・グンダー・フランクの提唱する従属理論を研究した。
帰国後、サンパウロ大学社会学部長、ケンブリッジ大学教授などを歴任。
1978年の上院補欠選挙で当選。1988年のブラジル民主社会党 (PSDB) 結成に参加。
1992年に外務大臣、1993年に財務大臣。財務大臣としてはインフレ抑制策「レアル・プラン」を成功させた。
1994年の大統領選挙に当選し、1995年1月より大統領。2期8年の長きにわたって務めた。2002年の大統領選には出馬せず、後継にジョゼ・セラを指名したが、左翼系のルイス・イナシオ・ルーラ・ダ・シルヴァに敗れた。
ポルトガル語、英語、フランス語、スペイン語の4か国語に堪能。